# Домиций Зенофил
Доми́ций Зенофи́л (лат. Domitius Zenophilus или лат. Zenofilus) — государственный деятель Римской империи первой половины IV века, консул 333 года.

## Биография
Карьеру свою он сделал при императоре Константине I. До 320 года Зенофил был корректором в провинции Сицилия, а в 320 году — консуляром в Нумидии. В какой-то промежуток времени между 326 и 333 годами Зенофил занимал должность проконсула Африки. В 333 году он был назначен консулом вместе с Далмацием Старшим, братом императора Константина.
Его полное имя встречается лишь в нескольких надписях, в основном в источниках фигурирует как Зенофил.